# Iwan Ożogin
Iwan Gennadiewicz Ożogin (ros. Иван Геннадьевич Ожогин, ur. 1 września 1978 w Uljanowsku) – rosyjski aktor musicalowy, piosenkarz (tenor), producent. Laureat Złotej maski za występ w roli hrabiego von Krolocka w rosyjskiej wersji musicalu Taniec wampirów.

## Życiorys
Iwan Ożogin urodził się 1 września 1978 w rosyjskim mieście Uljanowsk. W wieku trzech lat jego matka zapisała go do chłopięcego chóru w Pałacu Pionierów, gdzie nauczył się grać na wielu instrumentach muzycznych. W latach szkolnych uczestniczył także w wielu kółkach związanych ze śpiewem, grą i sztuką deklamacyjną. 
W 1994 Ożogin rozpoczął studia w filii Jarosławskiego Instytutu Teatralnego na Wydziale Aktora Teatru i Filmu, z siedzibą w Uljanowskim Obwodowym Teatrze Dramatycznym. W 1997 został przyjęty na kierunek „Artysta Teatru Muzycznego” Rosyjskiej Akademii Sztuk Teatralnych (GITIS), który ukończył w 2002.
Oprócz kariery musicalowej, występował również w repertuarze klasycznym jako śpiewak operowy w Moskiewskiej Operze Helikon. Odbył również tournée po Rosji i Europie z Chórem Kozaków Dońskich Bolszoj. Ożogin regularnie śpiewa rosyjskie pieśni ludowe na koncertach muzyki klasycznej i współpracuje z czołowymi rosyjskimi orkiestrami. Jest jednym z inicjatorów i założycieli plenerowych imprez muzyki klasycznej pod nazwą „Ekologia Dźwięku” (Экология звука), które odbywają się w obwodzie kałuskim.

## Wybrane role teatralne
| Rok          | Przedstawienie      | Rola                  |
| ------------ | ------------------- | --------------------- |
| 2002–2003    | Chicago             | Mary Sunshine         |
| 2005—2006    | Koty                | Munkustrap            |
| 2009—2010    | Piękna i Bestia     | Monsieur D'Arque      |
| 2011—2023    | Taniec wampirów     | Hrabia von            |
| 2014         | Mistrz i Małgorzata | Woland                |
| 2014–2016    | Upiór w operze      | Upiór                 |
| 2015–2022    | Jekyll & Hyde       | Dr. Jekyll i pan Hyde |
| 2021–obecnie | Daddy Long Legs     | Jervis Pendleton      |
| 2022—obecnie | Piotr I             | Piotr I               |